# Lightnin' (chanson)
 (août 2025).
Si vous disposez d'ouvrages ou d'articles de référence ou si vous connaissez des sites web de qualité traitant du thème abordé ici, merci de compléter l'article en donnant les références utiles à sa vérifiabilité et en les liant à la section « Notes et références ».
Pour les articles homonymes, voir Lightnin'.
Lightnin' est une chanson du groupe de rock indépendant Sonic Youth, extraite de leur album NYC Ghosts and Flowers, paru en 2000. 
Sur celle-ci, Thurston Moore utilise un klaxon de vélo placé entre les cordes de sa guitare au niveau des micros, Lee Ranaldo joue du synthétiseur, Kim Gordon de la trompette, qu'elle utilise aussi comme slide sur sa guitare, et Jim O'Rourke est au synthétiseur.